# Кучма Леонід Данилович
Леоні́д Дани́лович Ку́чма (нар. 9 серпня 1938, с. Чайкине, Новгород-Сіверський район, Чернігівська область, Українська РСР, СРСР) — український політик і державний діяч, управлінець, 2-й Президент України (19 липня 1994 — 23 січня 2005), прем'єр-міністр України з 13 жовтня 1992 по 21 вересня 1993.
Генеральний директор ДП «Виробниче об'єднання Південний машинобудівний завод ім. О. М. Макарова» (1986—1992). Почесний громадянин Дніпра. Лауреат Державної премії в галузі науки і техніки та премії Леніна.

## Молоді роки
Народився 9 серпня 1938 року в селі Чайкине, Новгород-Сіверський район, Чернігівська область, нині Україна. Батько — Данило Прокопович Кучма, учасник Другої світової війни, загинув на фронті 1942 року. Мати — Параска Трохимівна Кучма, колгоспниця. Одружений, дружина Людмила Миколаївна — нині почесний президент Національного фонду соціального захисту матерів і дітей «Україна — дітям». Їхня дочка — Олена Пінчук (Франчук), дружина мільярдера Віктора Пінчука. Онуки: Роман і Катерина.

## Кар'єра
У 1960 році здобув освіту інженера-механіка у галузі ракетної техніки на фізико-технічному факультеті Дніпровського університету.
У 1961 році познайомився і одружився з Людмилою Тумановою, прийомною дочкою головного технолога «Південного машинобудівного заводу», а в майбутньому головного інженера Головного технічного управління Міністерства загального машинобудування СРСР Геннадія Туманова. Одруження допомогло Кучмі зробити стрімку кар'єру на «Південмаші».
У 1960—1982 роках — інженер, старший інженер, провідний конструктор, помічник головного конструктора, технічний керівник випробувань ракетно-космічних комплексів космодрому Байконур (Казахстан). Паралельно з 1975 по 1981 секретар партійного комітету комуністичної партії Конструкторського бюро «Південне», пізніше з 1981 по 1982 — секретар парткому Виробничого об'єднання «Південний машинобудівний завод» — на той час найбільший завод військової та ракетно-космічної техніки, а також цивільної продукції у Радянському Союзі.
З 1982 по 1986 роки — перший заступник генерального конструктора КБ «Південне», а з 1986 по 1992 — генеральний директор ВО «Південний».

## Політична діяльність
У 1990—1992 рр. народний депутат УРСР (XII скликання, а пізніше Верховної Ради України першого скликання), член Комісії з питань оборони і державної безпеки.

### Прем'єр-міністр
Жовтень 1992 — вересень 1993 — прем'єр-міністр України, член Ради національної безпеки і оборони. У вересні 1993 р. пішов у відставку з посади прем'єр-міністра.
З грудня 1993 р. — президент Ради промисловців та підприємців України. Березень 1994 — серпень 1994 — народний депутат України 2-го скликання, член міжрегіональної депутатської групи.

### Президент України

#### Перший термін

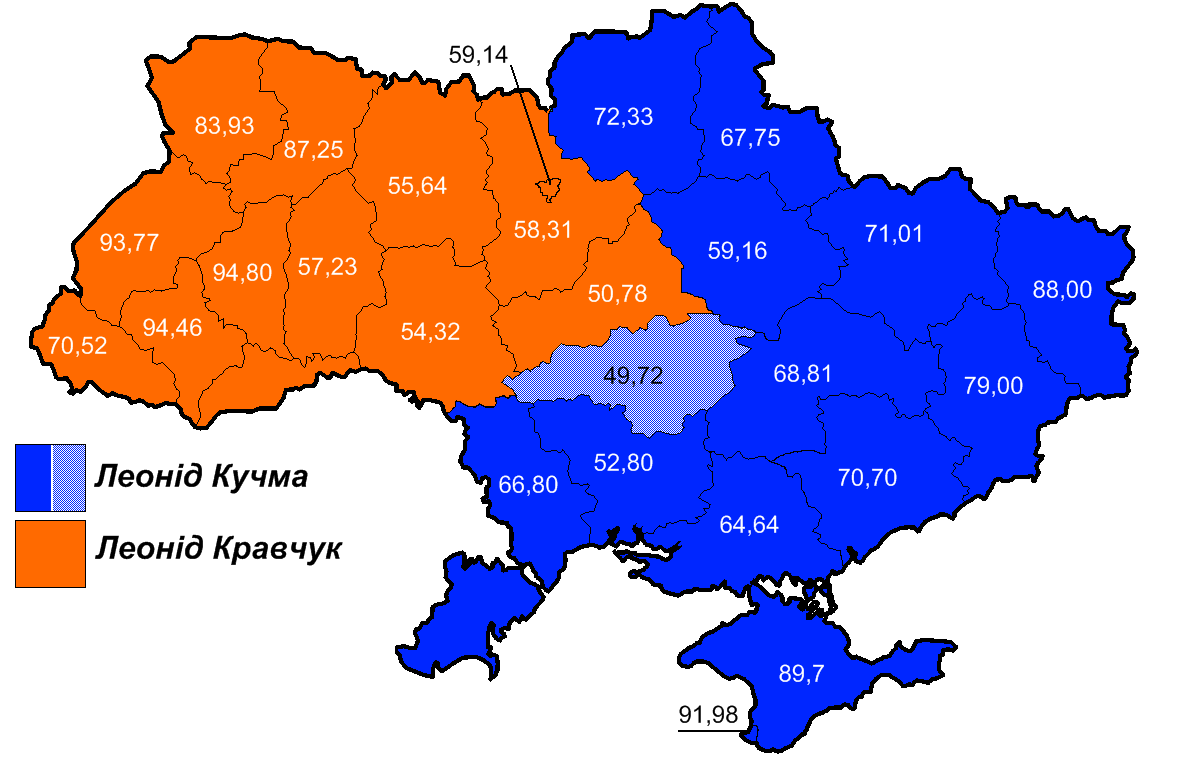
Підтримка за регіонами на виборах 1994 року

10 липня 1994 — обраний на посаду Президента України (Передвиборча програма).
У 1-му турі президентських виборів набрав 31,17 %, найбільше в Криму — 82,6 %, найменше в Тернопільській, Івано-Франківській та Львівській областях — 2.5-3.5 % голосів.
У 2-му турі: 52,15 %, найбільше в Криму і Севастополі — 89,7 та 91,5 %, найменше в Тернопільській, Івано-Франківській та Львівській областях — 2,5-3,5 % голосів. З шести суперників головним конкурентом на виборах став на той час чинний президент — Леонід Кравчук, набрав у першому турі 37,92 %, а у другому — 45,1 % голосів.

#### Другий термін

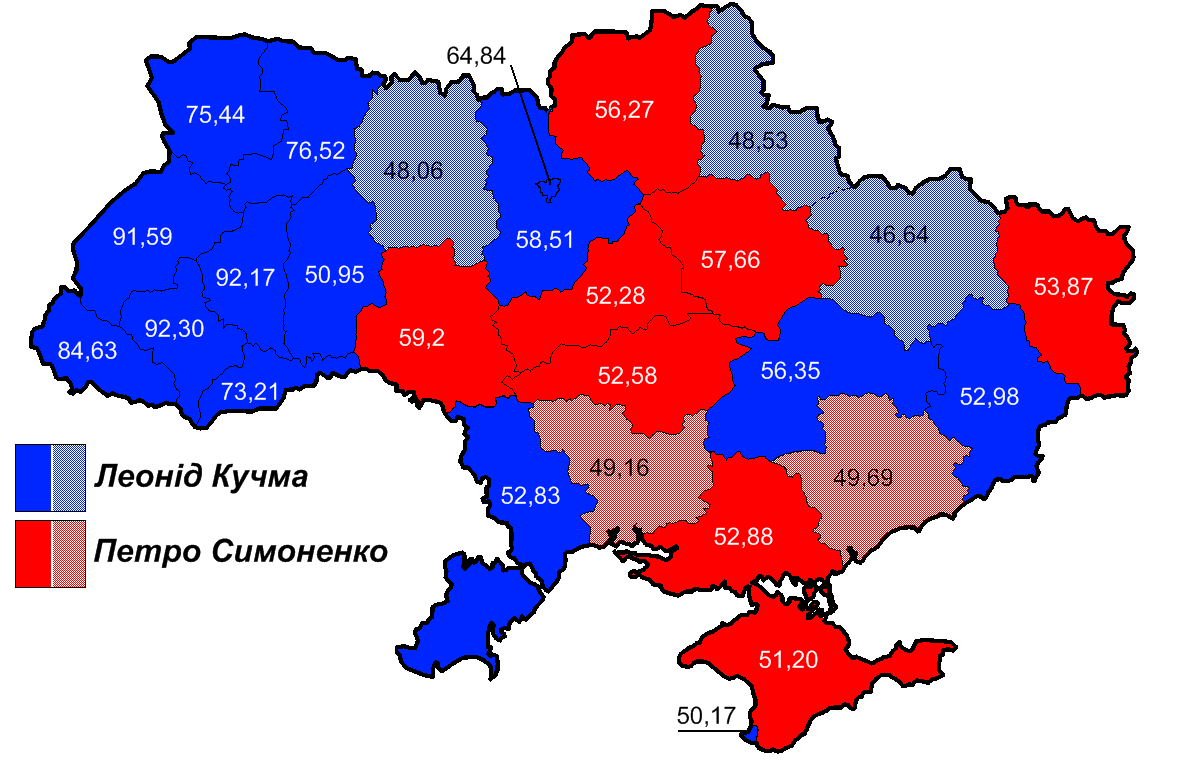
Підтримка за регіонами на виборах 1999 року

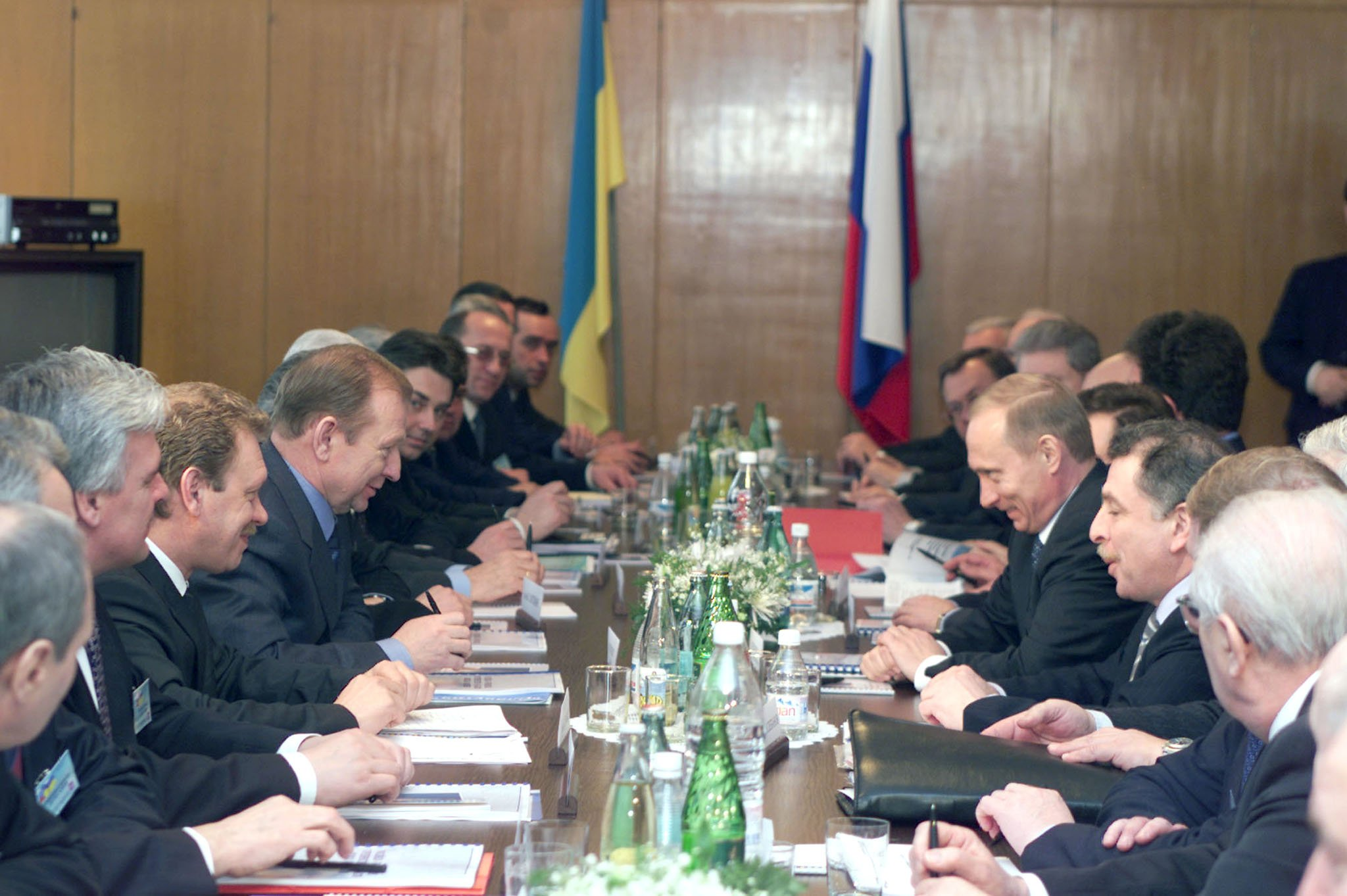
Володимир Путін і Леонід Кучма відвідують ДКБ «Південне» ім. М. К. Янгеля, 11-12 лютого 2001

14 листопада 1999 року вдруге обраний на посаду Президента України.
У 1-му турі 9 598 672 голосів (36.49 %), перше місце з 13 претендентів.
У 2-му турі 15 870 722 голосів (56.25 %).

##### Касетний скандал
Восени 2000 був звинувачений у зникненні опозиційного журналіста — Георгія Гонгадзе (так званий «касетний скандал»). Олександр Мороз оприлюднив аудіозапис, на якому нібито були записані розмови президента, глави адміністрації президента Володимира Литвина і міністра внутрішніх справ України Юрія Кравченка, що стосувалися зникнення Гонгадзе. Це послужило початком акції «Україна без Кучми», організованою опозицією. Учасники протесту проводили багатолюдні вуличні демонстрації та створили наметові містечка в центрі Києва. У 2001 році Верховна Рада безрезультатно кілька разів намагалася винести недовіру стосовно Леоніда Кучми. 21 березня 2011 року в постанові одного зі слідчих Генеральної прокуратури фігурувало прізвище Кучми, що пов'язано з потенційним визнанням того, що було перевищення службових повноважень. 23 березня 2011 року Леонід Кучма прибув до Генеральної прокуратури. Але, коли була спроба організувати там очну ставку його та Миколи Мельниченка, покинув прокуратуру.
Його звинувачували в незаконному продажі зброї, в організації побиття депутата Олександра Єльяшкевича. Леонід Кучма втратив популярність в країні, і згідно з даними соціологічних досліджень не довіряло йому приблизно 60 % українців, тоді як довіряли 10-20 % опитуваних. У грудні 2002 р. опитування організації Міжнародна фундація виборчих систем показувало, що рейтинг довіри до Кучми знизився до найнижчої точки з часу обрання на посаду президента. Йому довіряло лише 12-14 % українців. Така ж тенденція була і у ставленні громадян до Верховної Ради та інших державних інститутів.

##### Вибори до ВРУ 2002
На парламентських виборах 2002 р. Кучма підтримав блок «За єдину Україну!», який очолив голова президентської адміністрації Володимир Литвин і прем'єр-міністр Анатолій Кінах. З результатом 11,8 % пропрезидентський блок фактично зазнав поразки. Проте Кучмі вдалося сформувати лояльну до нього більшість у Верховній Раді 4-го скликання за рахунок мажоритарних депутатів обраних, головним чином, на Донбасі.
Після виборів у країні розпочалися масштабні протестні акції «Повстань, Україно!», що знизили авторитет чинного Президента як серед громадян, так і за кордоном.

##### Політика щодо НАТО та ЄС
На початку 2002 року Україна оголосила про наміри добитися асоційованого членства в ЄС.
9 липня 2002 року Леонід Кучма своїм указом ввів у дію рішення Ради національної безпеки та оборони України від 23 травня про інтеграцію України до євроатлантичних структур.
У квітні 2002 року Кучма створив Державну раду з питань європейської та євроатлантичної інтеграції для координації дій органів влади по інтеграції України в політичний, економічний та правовий простір Європи. У лютому Україна заявила про бажання отримати статус країни-сусіда ЄС, який мав на увазі отримання перспективи асоційованого й повноправного членства.
24 березня 2003 року Україна і НАТО відкрили громадськості план Україна-НАТО, який було схвалено в листопаді 2002 року на Паризькому саміті. 24 квітня Кучма обговорив питання інтеграції України в Північноатлантичний союз з керівником комітету США з питань НАТО Б. Джексоном.
19 травня 2003 року Кучма заявив, що Україна довела обґрунтованість своєї заявки на членство в ЄС і розраховує на те, що на наступному саміті Україна-ЄС питання про асоційоване членство України може бути переведено у практичну площину.
У книзі «Україна — не Росія» Кучма пише, що Україна йде «в Європу разом з Росією» більшою мірою, ніж Болгарія і Румунія.
У 2004 році Кучма виключив з Військової доктрини положення про вступ України до НАТО та Європейського Союзу як кінцеву мету політики євроатлантичної та європейської інтеграції країни. 15 червня Кучма заявив, що на даному етапі Україна не готова вступити до НАТО і знаходиться на такій самій відстані від нього, як від Євросоюзу.

##### Завершення президентської каденції
11 листопада 2004 року Леонід Кучма презентував Президентський фонд «Україна» та нову книгу «Своїм шляхом. Роздуми про економічні реформи в Україні». Метою діяльності фонду є сприяння розбудові та консолідації громадянського суспільства, а також захисту прав і свобод людини і громадянина в Україні. Згідно зі Статутом, він є благодійною організацією, створеною відповідно до Конституції України та Закону України «Про благодійництво та благодійні організації». Основними напрямками роботи Фонду є гуманітарна діяльність з підтримки обдарованої молоді в Україні, а також науково-експертна, аналітична робота та міжнародна співпраця (підвищення культурного рівня та естетичного виховання громадян; організація та здійснення заходів з метою захисту культури, мистецтва та духовності, книговидання; підтримка талантів у сфері освіти; сприяння перспективній творчій молоді; підтримка сільських бібліотек тощо. Президентський фонд «Україна», за відгуками, і дотепер[джерело?] здійснює реальну допомогу десяткам або сотням обдарованим дітям та молоді зробити перші кроки у своєму становленні.
Після відставки Кучма отримав довічне утримання у розмірі заробітної плати діючого президента, державну дачу і державну охорону. Леонід Кучма не брав участь в активних політичних проєктах, лише зрідка виступаючи публічно з коментарями стосовно поточної ситуації. Він не відсторонився від участі у житті країни після відставки. Його оцінка ситуації в Україні була заснована на його досвіді та не містила політичних амбіцій.

## Кучма і авіакатастрофа 4 жовтня 2001
Леонід Кучма 10 жовтня 2001 року таким чином відповів журналістам на питання про причини авіакатастрофи 4 жовтня 2001 Ту-154 російської авіакомпанії «Сибір», що летів з Тель-Авіва в Новосибірськ і був збитий українською ракетою над Чорним морем, в якій загинули 78 осіб:
 Подивіться, що коїться навколо у світі, в Європі? Ми не перші і не останні, не треба з цього робити трагедію. Помилки бувають всюди, і не тільки такого масштабу, а набагато більшого, планетарного масштабу. Якщо ми самі себе не опустимо нижче цивілізованого рівня, все буде добре. А якщо ми самі на себе відро бруду виллємо, так милості прошу. 

Заява Л. Д. Кучми викликала гнівну реакцію офіційного Ізраїля. Прессекретар ізраїльського прем'єр-міністра Аріеля Шарона Раанан Гіссім так прокоментував заяву українського президента:
 Коли убитий не є представником твого народу, тоді, напевно, можливо робити такі академічні висновки. Загинуло 78 осіб, більшість з яких були ізраїльтянами — для нас це найбільша трагедія. 
Практично відразу Кучма 25 жовтня 2001 року ухвалив рішення про ліквідацію Генеральної військової інспекції при Президентові України.

## Оцінка діяльності
Українці згадують Кучму по-різному: і як епоху стабільності, і як нестабільний період; і як добу добробуту, і як час загальної бідності. Протягом перших років його президентства було сформовано умови для появи на українському ринку фінансово-промислових груп, на базі яких згодом сформувалися бізнес-структури вітчизняних олігархів.
У 1995 році в Україні запустили сертифікатну приватизацію. Цей захід, завдяки якому кожен громадянин держави мав отримати можливість стати ефективним власником колишніх державних підприємств, за висновками експертів своїх цілей не досягнув, але дозволив формально роздержавити вагому частку економіки країни.
У 1996 році почалася реформа аграрного сектору, завдяки якій колишні колгоспні землі було розпайовано між селянами, що працювали на них.
Завдяки налагодженню співпраці із західними фінансовими установами та стабілізації ситуації в економіці країни показники інфляції з чотиризначних показників зменшилися до двозначних, а у вересні 1996 року було проведено грошову реформу.

### Багатовекторна політика
Зовнішня політика Леоніда Кучми не передбачала однозначного вибору інтеграційних прагнень України. Уже в грудні 1994 року США, Велика Британія, Росія та Китай підписали меморандум про гарантії безпеки України в обмін на відмову Києва від статусу ядерної держави. Саме цей документ дав змогу Україні остаточно встановити конструктивні стосунки з Заходом.
Довше тривали пошуки взаєморозуміння з Росією. Державна Дума до кінця 1996 року ухвалювала постанови, що фіксували російські претензії на Севастополь. До травня 1997 року тривала епопея з розподілом радянського Чорноморського флоту, яка завершилась фактично перемогою Росії.
Протягом 1994—1995 років проросійський президент Автономної Республіки Крим Юрій Мєшков удався до низки кроків, які ставили під сумнів належність Криму до України.
У лютому 1995 року в Криму було проведено операцію за участю бійців українського загону спеціального призначення, в результаті якої Мєшкова було відпроваджено до Москви.
Подібною тактикою багатовекторності Леонід Кучма протягом першого терміну президентства керувався й у галузі внутрішньої політики.
Кучма прийшов до влади на проросійських гаслах, зокрема, обіцяв запровадити в Україні двомовність, але згодом він почав шукати союзників у націонал-демократичному політичному таборі.
У 1995 році Кучмою та Морозом було підписано Конституційний договір про основні засади організації та функціонування державної влади і місцевого самоврядування. Цей договір втратив свою чинність у червні 1996 року, коли парламент ухвалив Конституцію України.
Наприкінці першого терміну загострилося протистояння Кучми з Павлом Лазаренком, яке закінчилося еміграцією та арештом останнього у США.
На президентських виборах 1999 року Кучма переміг як «прозахідний» кандидат.
Помітні наслідки в зовнішньополітичному курсі Леоніда Кучми мав «Касетний скандал», який спалахнув наприкінці 2000 року.
В одній із порцій записів, які оприлюднив Микола Мельниченко, йшлося про те, що за участю і з санкцією Кучми здійснювалось постачання українських систем радіотехнічної розвідки до Іраку. Хоча доказів такого продажу не було продемонстровано, Кучма фактично опинився в міжнародній ізоляції.
Складні відносини із Заходом підштовхнули Кучму до участі у східному інтеграційному утворенні — Єдиний економічний простір, про наміри створення якого було оголошено у 2003 році.
Восени 2003 року протягом кількох тижнів тривала криза, пов'язана із суперечками з Росією про належність острова Тузла та кордону між двома державами у Керченській протоці.

### Останні роки на посаді
Після парламентських виборів 2002 року в Україні продовжились масові антивладні акції. Акцію «Повстань, Україно!» очолили лідери опозиції Віктор Ющенко та Юлія Тимошенко. У парламенті сформувалася сильна опозиція.
24 серпня 2002 року в телевізійному зверненні до народу Кучма висунув ідею внесення змін до Конституції, які б радикально підвищували роль парламенту та прем'єр-міністра у політичній системі країни. Деякі експерти припускали, що таким чином Кучма планував перейти на посаду голови уряду та зберегти свій вплив на політичні процеси у країні після президентських виборів у 2004 році.
15 жовтня 2002 року суддя Апеляційного суду Києва Юрій Василенко виніс постанову про порушення кримінальної справи стосовно Президента України Леоніда Кучми. Справа була порушена за заявою опозиційних народних депутатів за ознаками злочинів, передбачених ст. 112 («зазіхання на життя державного чи громадського діяча», ст. 161 («порушення рівноправності громадян залежно від їх расової, національної приналежності чи ставлення до релігії»), ст. 163 («порушення таємниці листування, телефонних переговорів»), ст. 170 («перешкоджання законній діяльності професійних спілок, політичних партій, громадських організацій»), ст. 171 («перешкоджання законній професійній діяльності журналістів»), ст. 191 («привласнення, розтрата майна або заволодіння ним шляхом зловживання службовим становищем»), ст. 333 («незаконне вивезення за межі України сировини, матеріалів, устаткування для створення зброї, а також військової та спеціальної техніки»), ст. 346 («погроза або насилля стосовно державного чи громадського діяча»), ст. 364 («зловживання владою або службовим становищем»), ст. 365 («перевищення влади або службових повноважень»), ст. 368 («одержання хабаря») Кримінального кодексу України.
Гучний факт порушення кримінальної справи набув неабиякого резонансу. Проте, вітчизняні юристи різних політичних орієнтацій назвали дії судді Василенка незаконними. 27 грудня 2002 року Верховний Суд України скасував постанову Апеляційного суду Києва.
Завдяки суперечливому рішенню Конституційного Суду, Леонід Кучма мав право брати участь у президентських виборах 2004 року. Однак ще за кілька місяців до їхнього проведення він однозначно заявив, що не збирається цього робити. У червні 2004 року під час зустрічі з журналістами він заявив:

Я хочу подивитися на Україну без Кучми разом з вами

Народний депутат 1990—2012 років Володимир Яворівський вважав, що Кучма почав олігархізацію країни і більш комунізованої республіки, ніж Україна, тоді не було.
Вкінці 2004 року результати дослідження Центру Разумкова показували, що близько 45 % українців вважали, що Кучма закінчує своє президентство з ганьбою. Тільки 8 % опитаних відповіли, що йому вдалося зберегти свій авторитет та повагу з боку суспільства. Крім того, близько 76 % українців вважали, що дії президента протягом останніх місяців були спрямовані на захист власних інтересів та інтересів свого політичного оточення.
У травні 2020 року більшість українців згідно з результатами опитування групи «Рейтинг» — 20 %, назвали Кучму кращим президентом України. Президента Зеленського кращим назвали 16 % опитаних, Кравчука і Порошенка 13 та 12 % відповідно, Януковича — 9, Ющенка — 6 %. 14 % опитаних висловилися, що жоден з представлених глав держави не був кращим, ще 10 % не змогли відповісти.

## Після президентства

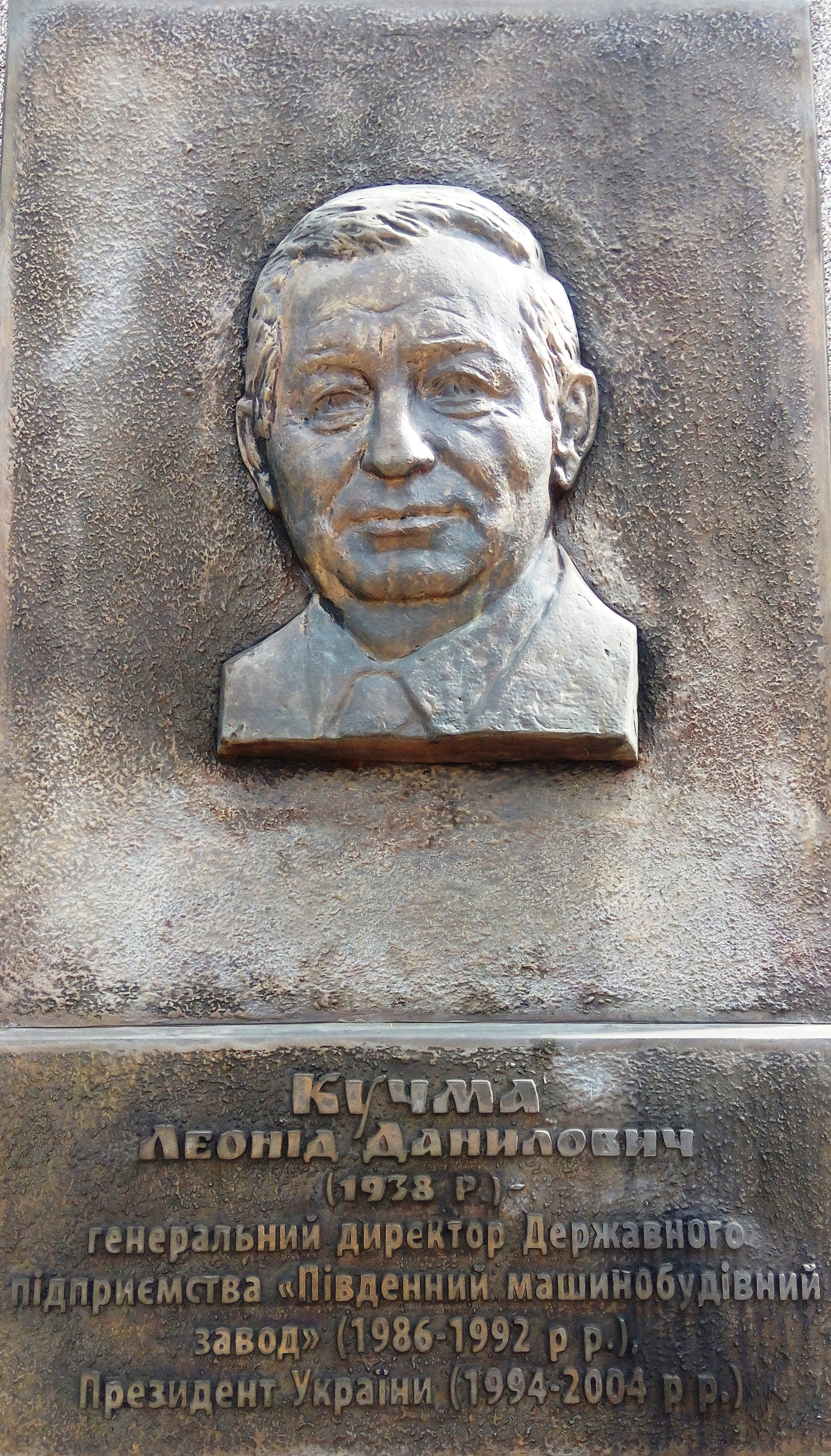
Бронзовий барельєф Леоніду Кучмі на площі 80-річчя Дніпропетровщини

20 січня 2005 року привітав Віктора Ющенка з перемогою на президентських виборах. 10 березня 2005 року Г. Омельченко заявив, що існують домовленості між Кучмою та Ющенком про те, щоб перший не притягався до кримінальної відповідальності за вбивство Гонгадзе.
21 березня 2011 року Генеральна прокуратура України порушила кримінальну справу проти Леоніда Кучми у рамках справи про вбивство журналіста Георгія Гонгадзе.
14 грудня 2011 року Печерський районний суд визнав незаконними та скасував постанови генпрокуратури про відкриття кримінальної справи проти Кучми.
23 червня 2014 року ввійшов у ТКГ і представляв Україну на переговорах з терористами з «ДНР» та «ЛНР» за участі представників Росії та ОБСЄ.
29 серпня у спільному зверненні з Віктором Ющенком та Леонідом Кравчуком підтримав курс Україну на інтеграцію в НАТО.
Вночі 20 вересня підписав мінський меморандум з представниками Росії, «ДНР», «ЛНР» та ОБСЄ.
2 лютого 2015 року Президент Петро Порошенко призначив Кучму офіційним представником України у ТКГ щодо врегулювання конфлікту на Донбасі.
12 вересня 2015 року під час щорічної конференції «Ялтинська європейська стратегія» заявив, що Росія хоче «заморозити» Війну на Донбасі, що їй дуже вигідно.
2 жовтня 2018 р. у Мінську Кучма повідомив про завершення своєї роботи у ТКГ. Окрему вдячність він висловив білоруській стороні за сприяння в організації переговорного процесу.

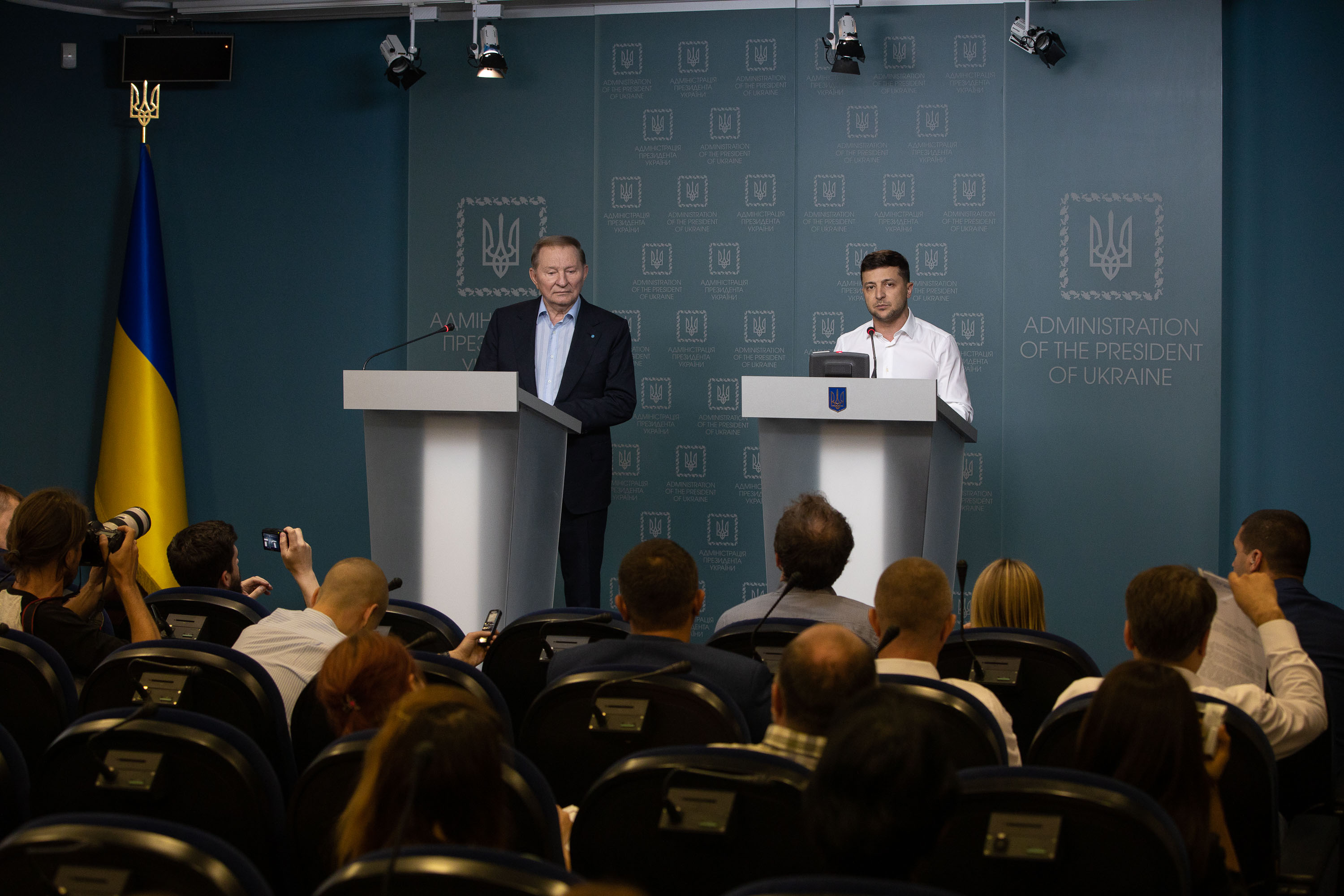
Леонід Кучма разом з Президентом Володимиром Зеленським під час з членами української делегації ТКГ, 2019

3 червня 2019 року Президент Зеленський повідомив, що Кучма знову буде представляти Україну в ТКГ в Мінську. Того ж місяця Кучма заявив, що РНБО може переглянути торговельні обмеження стосовно ОРДЛО. Пізніше він уточнив, що це може відбутися тільки після повернення українських активів в українське правове поле. 28 липня 2020 року Кучма припинив роботу в ТКГ.
У лютому 2022 року стверджував, що Путін не наважиться визнати незалежність «ДНР» та «ЛНР» та не вводитиме війська в Україну. Після того, як Росія все ж таки напала, заявив: «Україна — не Росія. І ніколи не стане Росією. Не дочекаєтесь». Після цього прокляв росіян.
У 2024 році Другий Президент України вважав, що  суперечності між владою, армією та суспільством заважають наблизити перемогу України у війні.

## Ставлення до релігії
Леонід Кучма є християнином. 7 вересня 1999 року напередодні 2000-річчя Різдва Христового президент Леонід Кучма під час традиційної зустрічі з членами церков заявив, що виступає за рівність усіх церков і релігійних організацій. Президент відзначив, що головне — відродження духовності й моральності суспільства. Він підкреслив, що тільки цього року релігійним організаціям було повернуто близько 50 культових споруд, що використовувались не за призначенням. У розмові велику увагу було приділено питанням політизації церковного середовища, випадкам активізації спроб використання церкви в політичній боротьбі, фактам спекуляцій на релігійні питаннях, свідомого провокування міжконфесійних протистоянь напередодні президентських виборів.
13 вересня 2013 року Кучма заявив, що «не знає жодної православної країни, котра б процвітала». Він додав, що сьогодні найбагатші країни Європи — це протестантські країни.
12 серпня 2018 року Л. Кучма отримав від Святійшого патріарха Філарета найвищу нагороду УПЦ КП — Орден святого рівноапостольного Андрія Первозваного ІІ ступеня.

## Родина та особисте життя

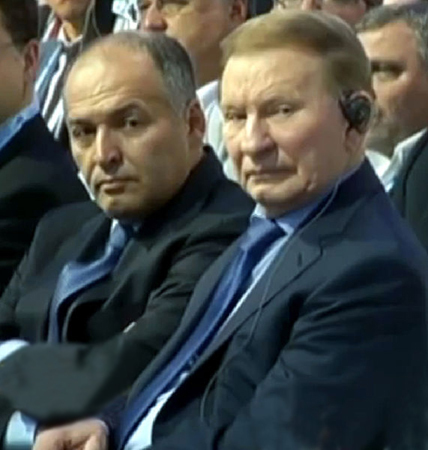
Леонід Кучма та його зять, олігарх Віктор Пінчук

- Брат Олександр Кучма (1928—1984), шахтар, помер від раку легень[44].
  - Племінник Володимир Кучма — бізнесмен.[45].
- Сестра Віра Тимошенко (Кучма), працювала машиністкою електровоза, померла від інсульту в 48-річному віці[44].
- Дружина Людмила Кучма (1940) (уроджена Талалаєва).
  - Дочка Олена Пінчук (1970), засновниця фонду «АНТИСНІД» і глава наглядової ради групи StarLightMedia, яка включає телеканали СТБ, ICTV, Новий канал, QTV, М1, M2, а також низку медіакомпаній (StarLight Sales, StarLight Brand Content, StarLight Commercial Production, StarLight Films, Vavёrka Production, StarLight Rental, StarLight Scenery, StarLight Digital, «Нові Медіа Проекти»)[46]. Дружина олігарха Віктора Пінчука.

## Герб

Герб Леоніда Кучми

Герб Л. Д. Кучми був створений у 1999 році. В щиті, перетятому лазуровим і золотим, лев протилежних тинктур, армований червоним, що йде на задніх лапах і тримає в передніх лапах Державний герб України — золотий тризуб у лазуровому п'ятикутному щиті з золотою облямівкою.
Щит увінчаний золотою Українською адміністративною короною, над якою лицарський шолом. Клейнод: на двоколірному бурелеті (лазур, золото) золотий, армований червоним, лев, що виходить, і тримає в лапах срібний тризуб. Намет лазуровий, підбитий золотом. Герб також має щит з гербу Іспанії.
Щитотримачі: два діамантових чернігівських орли, армованих золотом, з червоними язиками.
Девіз: RE, NON VERBIS — «Ділом, не словами».

## Нагороди
- 1976 Орден Трудового Червоного Прапора.
- 1981 Лауреат Ленінської премії.
- 1993 Лауреат Державної премії України в галузі науки і техніки — за розроблення конструкції, технології виготовлення та освоєння серійного виробництва пасажирських тролейбусів великої місткості серії ПМЗ-Т (у складі колективу)[48].
- 1998 Велика Зірка Пошани Почесного знаку «За заслуги перед Австрійською Республікою»[49]
- 1999 Золотий орден Св. князя Володимира I ступеня (УПЦ МП).
- 1999 Орден святого рівноапостольного князя Володимира I ступеня (УПЦ КП).
- 1999 Орден Золотого Орла — найвища нагорода Казахстану.
- 2000 Орден «Золота Вифлеємська зірка» (Палестина).
- 2000 Орден Лицарів Гробу Господнього.
- 2003 Найвища Державна нагорода Республіки Молдова «Орден Республіки».
- 2003 Орден Великої Вересневої Революції 1969 року (Лівія)[50]
- 2004 Диплом і медаль почесного доктора Національної академії державного управління при Президентові України.
- 2004 Орден Української православної церкви преподобного Іллі Муромця I ступеня.
- 2004 Почесний знак Співдружності Незалежних Держав.
- 2004 Диплом Почесного доктора, мантія і медаль Національного університету «Узбекистан» імені Мірзо Улугбека (Ташкент).
- Орден «За заслуги перед Вітчизною» I ступеня (Російська Федерація, 20 квітня 2004)[51] — за великий особистий внесок у зміцнення дружби і співпраці між народами Росії та України (орден був вручений Леоніду Кучмі Президентом Російської Федерації Дмитром Медведєвим у Кремлі 28 липня 2011 року)[52]
- Відзнака Президента України — ювілейна медаль «25 років незалежності України» (22 серпня 2016) — за значні особисті заслуги у становленні незалежної України, утвердженні її суверенітету та зміцненні міжнародного авторитету, вагомий внесок у державне будівництво, соціально-економічний, культурно-освітній розвиток, активну громадсько-політичну діяльність, сумлінне та бездоганне служіння Українському народу[53]

### Почесні звання
Леонід Кучма є Почесним громадянином низки міст України: Білгород-Дністровського (2004), Дніпра, Кам'янського, Кривого Рогу, Севастополя, Полтави. Також він є почесним громадянином Єревана (Вірменія).

## Вшанування
У ході дерусифікації у листопаді 2022 року міська рада Новгород-Сіверського ухвалила рішення про перейменування 33 вулиць у місті, зокрема вулицю Губернську мало бути перейменовано на вулицю Леоніда Кучми, на честь другого Президента України, який родом з Новгород-Сіверщини. Історики та громадські діячі висловилися проти цього перейменування і перейменування було скасовано
У його рідному селі Чайкине існує вулиця Леоніда Кучми.
У селі Семидвір'я АРК є вулиця Леоніда Кучми.

## Монографії і публікації
- 2000 «Вірю в український народ». Київ: Видавничий дім «Альтернативи», 2000 — Збірка виступів Леоніда Кучми[61].
- 2001 Книга «Про найголовніше».
- 2003 Книга «Україна — не Росія».
- 2004 Книга «Своїм шляхом. Роздуми про економічні реформи в Україні».

## Галерея

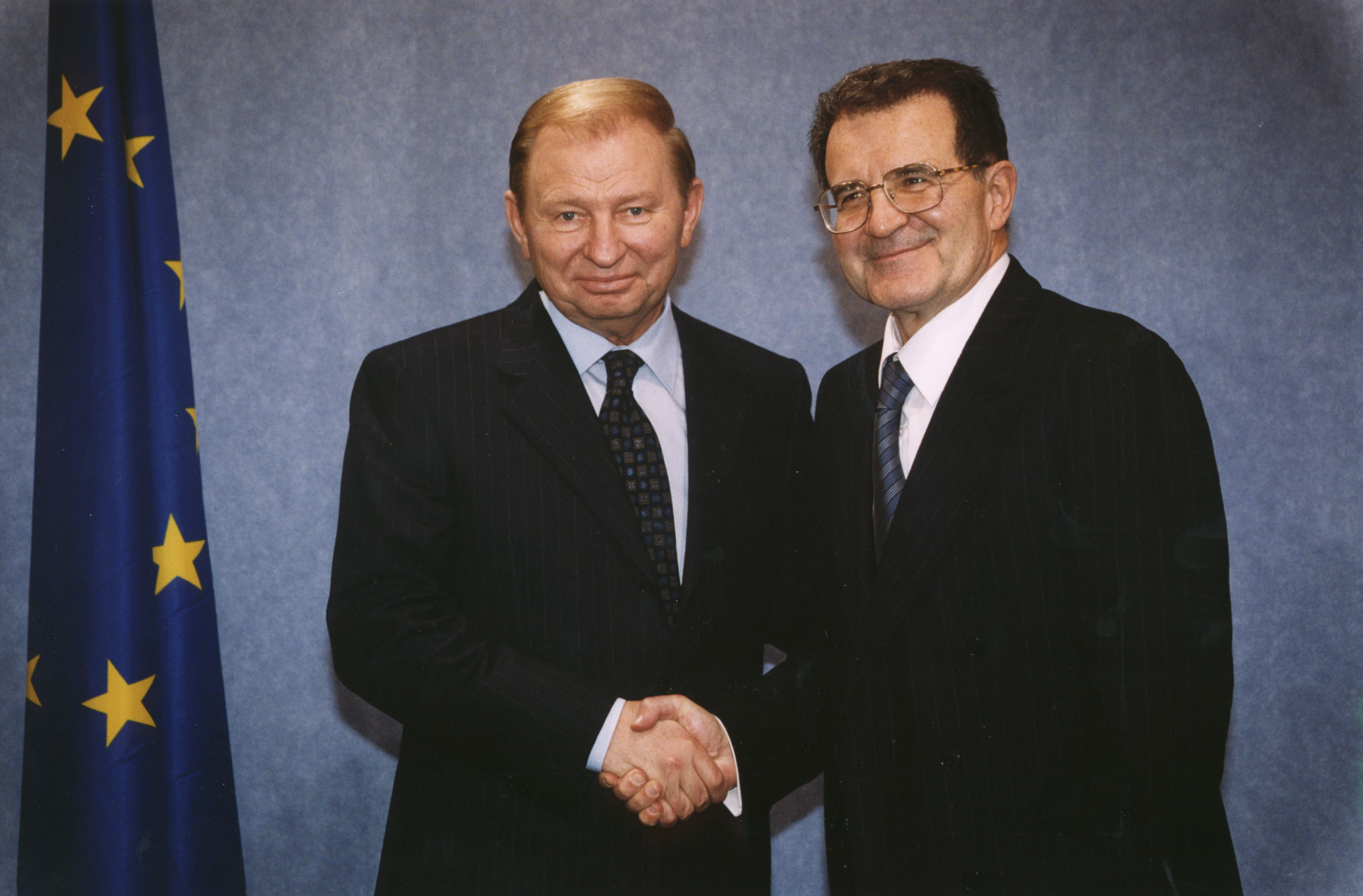
Президент Європейської комісії Романо Проді та Президент України Леоніда Кучму, 1999 рік
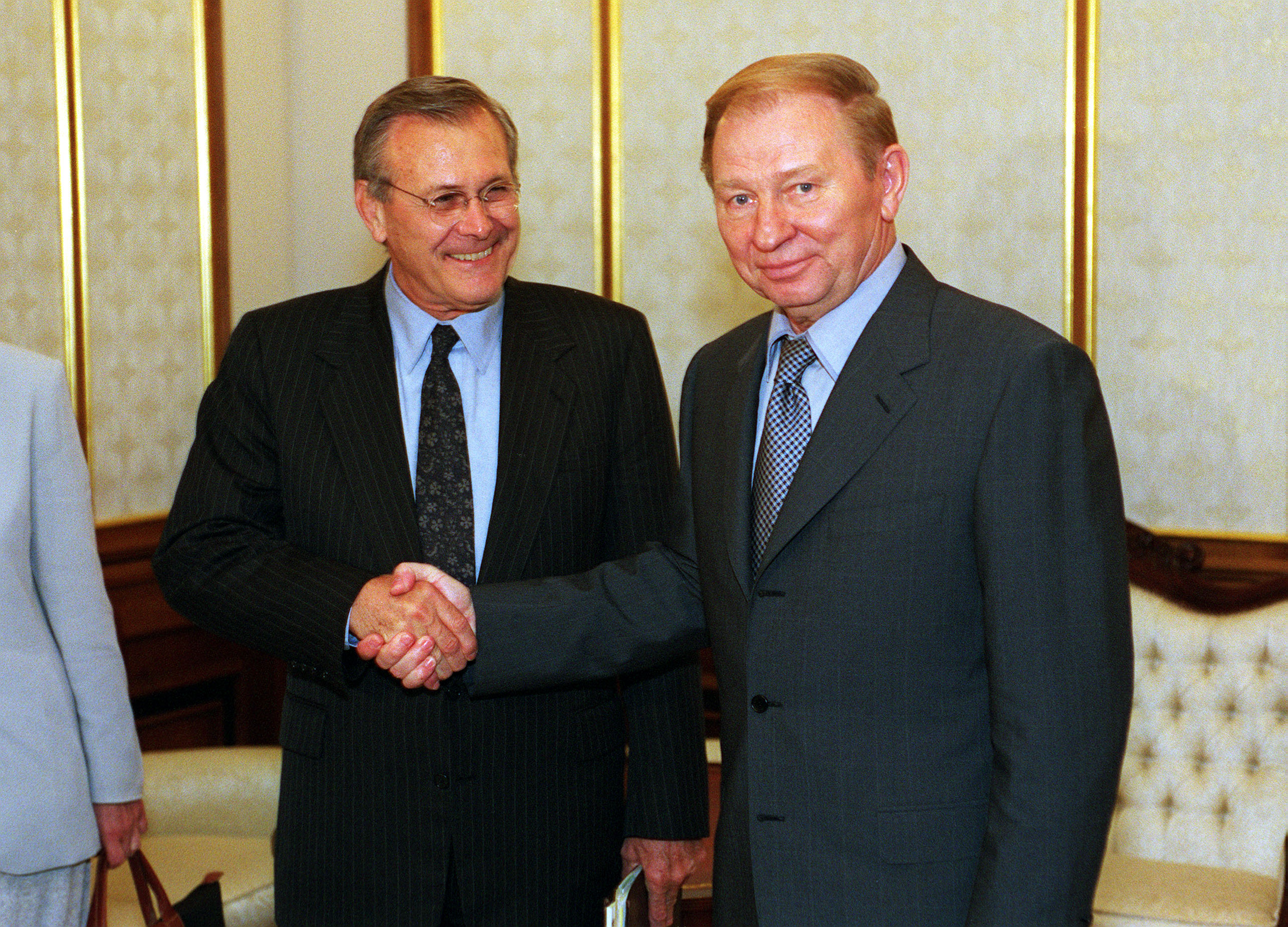
Міністр оборони США Дональд Рамсфелд та президент України Леонід Кучма під час зустрічі, 2001 рік
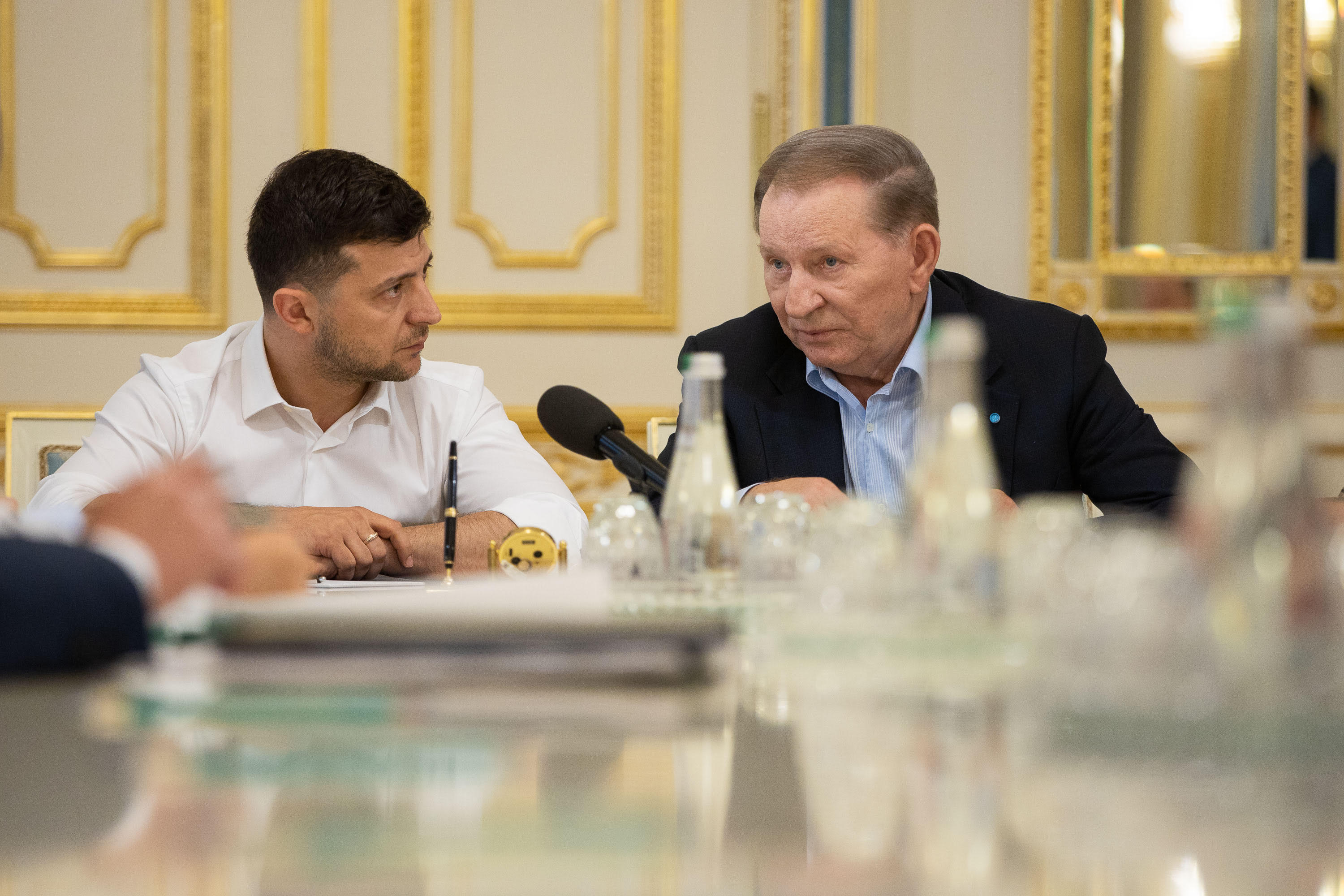
Леонід Кучма під час зустрічі з членами української делегації Трехсторонньої контактної групи з питань мирного регулювання ситуації в Донбасі, 2019 рік